# 9K111 Fagot
9M111 Fagot (tiếng Nga: 9М111 «Фагот»; tiếng Anh: bassoon) là một loại tên lửa chống tăng dẫn hướng bằng dây do Liên Xô sản xuất. "9M111" là tên gọi GRAU của tên lửa. Tên ký hiệu của NATO cho loại tên lửa này là AT-4 Spigot.

## Phát triển
9M111 Fagot được phát triển bởi Phòng thiết kế vũ khí Tula (Tula KBP). Công việc bắt đầu vào năm 1962 với đích tới là chế tạo thế hệ tiếp theo của ATGM có hệ dẫn hướng bằng SACLOS, nhằm trang bị cho người lính và tiêu diệt xe tăng. 9M111 Fagot được phát triển cùng với 9M113 Konkurs (AT-5 Spandrel), cả hai loại tên lửa này đều dùng chung một công nghệ - chỉ khác kích thước.
9M111 được chấp nhận trang bị vào năm 1970.

## Lịch sử
Một trung đội chống tăng của Liên Xô thuộc tiểu đoàn bộ binh cơ giới có 2 tổ ATGM, mỗi tổ có hai đội 9M111 Fagot. Một đội gồm 3 người - xạ thủ mang thiết bị phóng 9P135 và giá ba chân - 2 người còn lại mang theo 4 ống có chứa tên lửa. Ngoài ra họ còn mang theo súng trường tấn công, nhưng không mang RPG. Ngoài một đội mang 4 tên lửa, thường tiểu đoàn cũng có một xe BTR có 8 tên lửa bổ sung.
9M111 có thể được trang bị cho BMP-1P, BTR-D và UAZ-469.

## Miêu tả
Tên lửa được bảo quản và mang trong một ống phóng. Nó được bắn từ thiết bị phóng 9P135 - một giá ba chân đơn giản. Một hộp dẫn hướng 9S451 được gắn vào giá ba chân - tên lửa đặt ngay phía trên. Kính ngắm 9Sh119 được gắn ở bên trái (phía xạ thủ). Một hệ thống phóng đầy đủ có trọng lượng 22.5 kg. Xạ thủ phải nằm sấp khi bắn. Hệ thống có thể khóa và tiêu diệt mục tiêu đang di chuyển với vận tốc dưới 60 km/h. Thiết bị phóng có thể quay 360 độ theo phương nằm ngang và có góc nâng +/- 20 độ. Kính ngắm có khả năng phóng đại gấp 10 lần và tầm nhìn 5 km. Có thể bắn 3 tên lửa trong mỗi phút từ thiết bị phóng.
Hệ thống sử dụng hệ thống nén khí để đẩy tên lửa ra khỏi ống phóng - khí cũng thoát ra từ phía sau của ống phóng giống như kiểu của một súng không giật. Tên lửa bay ra khỏi ống phóng với vận tốc 80 m/s và tầng hành trình được khởi động. Nó nhanh chóng tăng tốc lên tới 186 m/s bằng động cơ nhiên liệu rắn của mình. Tốc độ ban đầu làm giảm tầm sát thương của tên lửa, vì nó có thể được phóng trực tiếp đến mục tiêu, thay vì bắn theo đường vòng cung.
Người phóng theo dõi vị trí của một đèn hồng ngoại ở phía sau của tên lửa để điều chỉnh tên lửa đến mục tiêu - và truyền lệnh thích hợp đến tên lửa thông qua một dây mảnh được nối đằng sau tên lửa. Hệ dẫn hướng SACLOS có nhiều lợi thế hơn MCLOS, nó có độ chính xác lên đến 90%, mặc dù hiệu quả của nó chỉ có thể so sánh với TOW hay phiên bản sau của 9K11 Malyutka (AT-3 Sagger) dùng SACLOS.

## Các kiểu

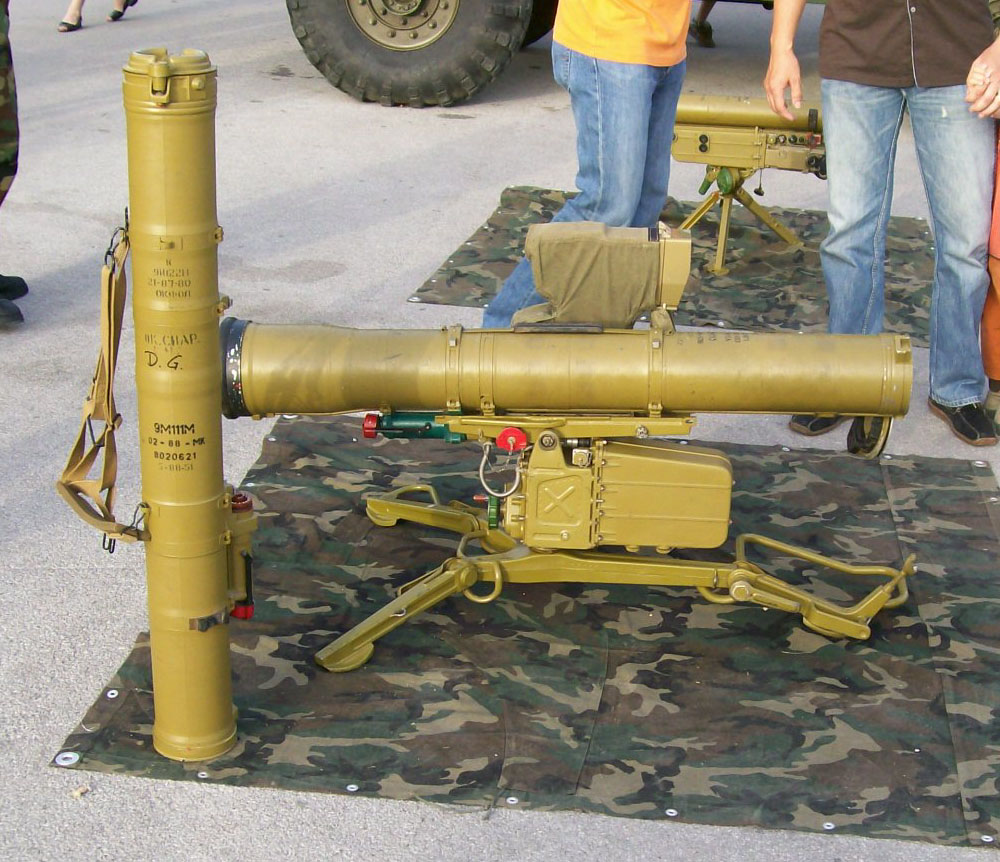
Hệ thống tên lửa 9K113 Konkurs (đặt trên giá phóng) và một tên lửa 9M111M Faktoriya (loại vác vai)

### Tên lửa
- 9M111 Fagot (NATO: AT-4 Spigot và AT-4A Spigot A) Trang bị năm 1970
- 9M111-2 Fagot (NATO: AT-4B Spigot B) Cải tiến động cơ, dây dẫn hướng dài hơn. Tầm bắn tối đa 2500 m. Tăng đầu nổ 460 mm để chống lại giáp RHA
- 9M111M Faktoriya (Trading post) (NATO: AT-4C Spigot C) 2 đầu nổ HEAT nối tiếp (600 mm) nhằm tăng hiệu quả chống lại giáp ERA.

### Thiết bị phóng
- 9P135 22.5 kg. Chỉ có thể bắn seri 9M111 Fagot.
- 9P135M Có thể bắn seri 9M111 Fagot (AT-4) hay seri 9M113 Konkurs (AT-5 Spandrel).
- 9P135M1 Phiên bản nâng cấp của 9P135.
- 9P135M2 Phiên bản nâng cấp của 9P135.
- 9P135M3 Triển khai đầu thập niên 1990. Gắn thêm kính ngắm ban đêm ảnh nhiệt 13 kg TPVP - tầm bắn ban đêm 2500 m.
- 9S451M2 Thiết bị phóng với kính ngắm ban đêm có thể chống lóa.

## Quốc gia sử dụng

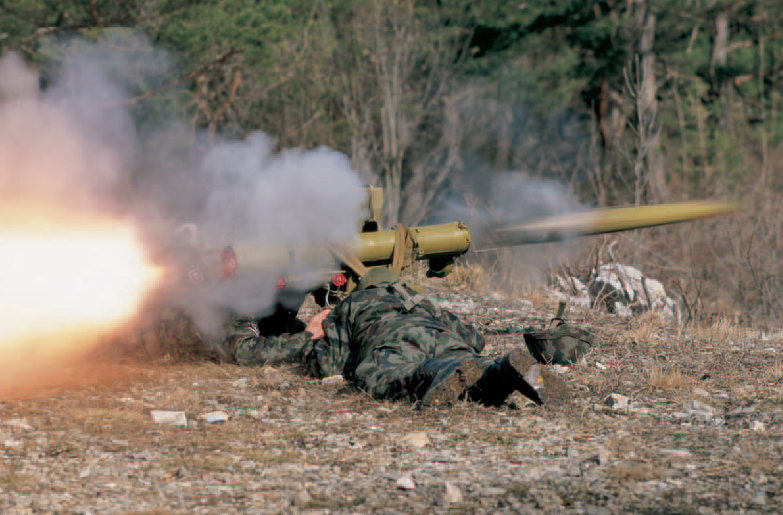
Fagot được bắn ra khỏi thiết bị phóng

Afghanistan
 Algérie
 Angola
 Bosna và Hercegovina
 Belarus
 Bulgaria
 Croatia
 Cuba
 Tiệp Khắc
 Cộng hòa Séc
 Đông Đức
 Ethiopia
 Phần LanCó vài trăm thiết bị phóng 9P135M-1 (đã ngừng sử dụng) và tên lửa 9M111-2 Fagot (AT-4B), gọi là PstOhj 82
 Gruzia
 Hy Lạp
 Hungary
Hezbollah
 Ấn Độ
 Iran
 Iraq
 Kazakhstan
 Kuwait
 Libya
 Litva
 Moldovasử dụng trên BMD-1
 Mozambique
 CHDCND Triều Tiên
 Ba Lan
 Nga
 Serbia
 Slovakia
 Slovenia
 Syria
 Ukraina
 Yemen
 Việt Nam